# Étang de la forge d'Uza
L'étang de la forge est un plan d'eau artificiel d'environ 6 ha situé sur la commune d'Uza, dans le département français des Landes.

## Présentation
L'étang est aménagé par la famille de Lur-Saluces dans les années 1860 par retenue des eaux du ruisseau du Vignac ou de Lévignac, dans le cadre du développement de sa forge d'Uza, afin d'augmenter l'énergie hydraulique de ce site de sidérurgie dans les Landes. L'exutoire de l'étang porte le nom de Courant, puis prend le nom de courant de Contis après sa confluence avec le ruisseau de Mézos.

### Édifices
Sur les bords de l'étang est édifié le monument aux morts de la commune. Il est réalisé en 1926 par le sculpteur Henri Charlier pour Bertrand de Lur-Saluces. Il est inscrit au titre des monuments historiques en totalité par arrêté du 21 octobre 2014. La statue placée en son sommet est une représentation de saint Louis
En aval de l'étang est édifié le château d'Uza, protégé par la confluence du Courant et du ruisseau du Pas du Haa. Propriété de la famille de Lur-Saluces, il fait l'objet d'une inscription au titre des monuments historiques depuis le 3 mai 2004.
Le magasin aux vivres, fondé en 1764 par la même famille de Lur-Saluces, accueille de nos jours une épicerie fine. Pendant les années d'exploitation des forges, il était le seul commerce à disposition des ouvriers pour leur ravitaillement alimentaire.

## Classement
L'étang de la forge d'Uza est constitutif du site Natura 2000 (SIC/pSIC) « Zones humides de l'ancien étang de Lit-et-Mixe ».

## Galerie

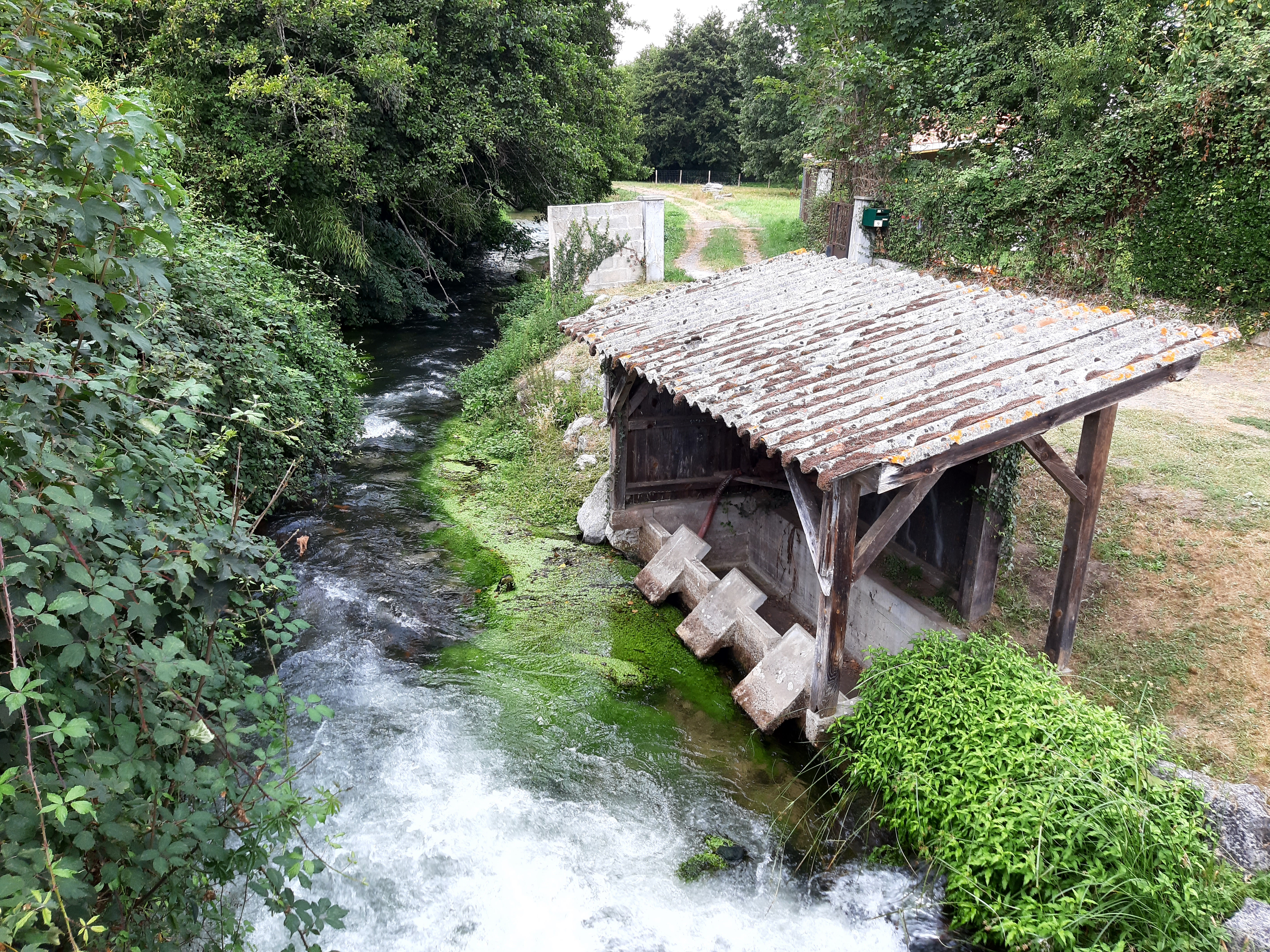
Le ruisseau du Vignac à Lévignacq, alimentant l'étang de la forge d'Uza
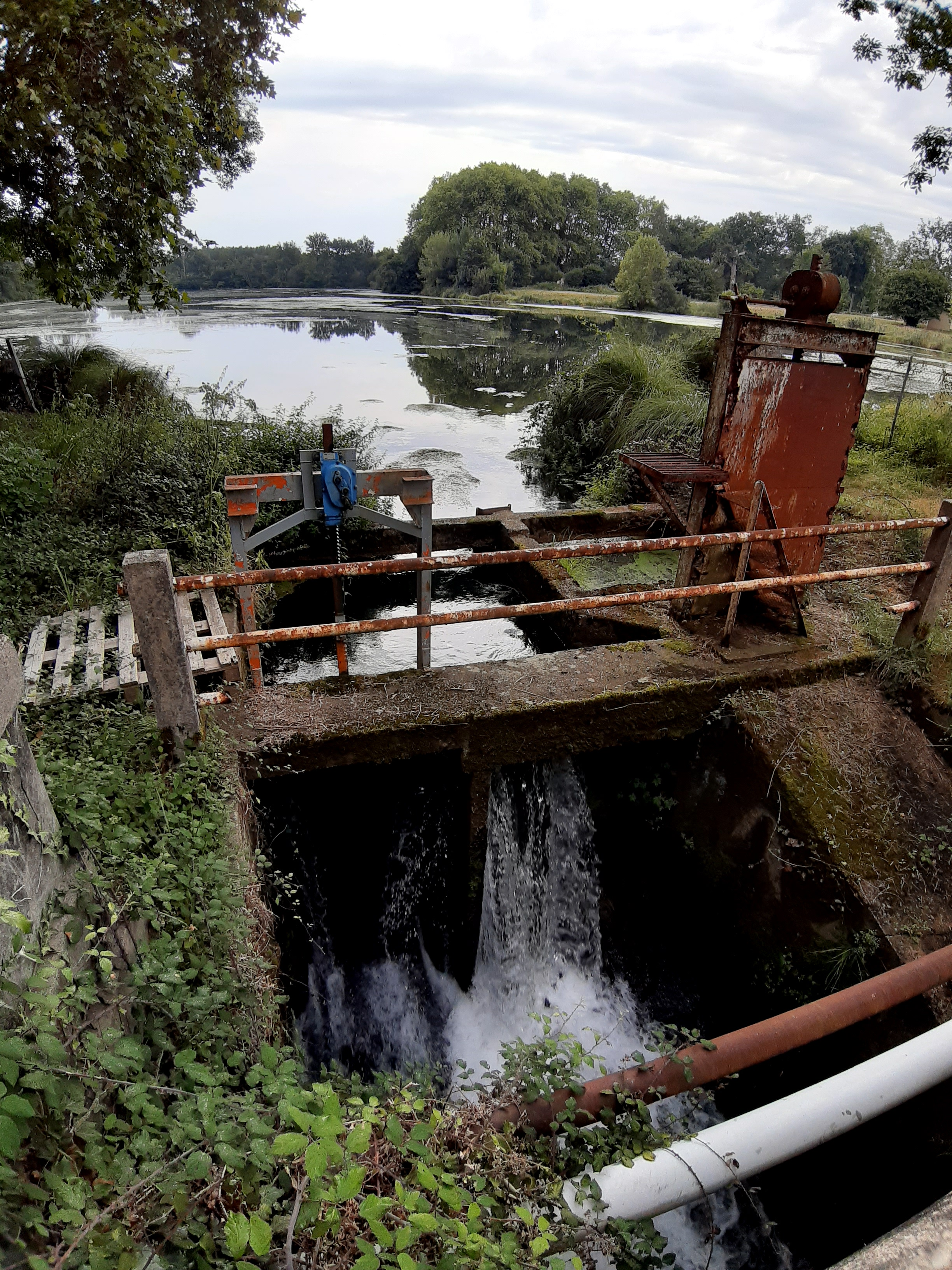
Vanne de décharge de l'étang de la forge, point de départ du Courant (prenant plus en aval le nom de Courant de Contis)
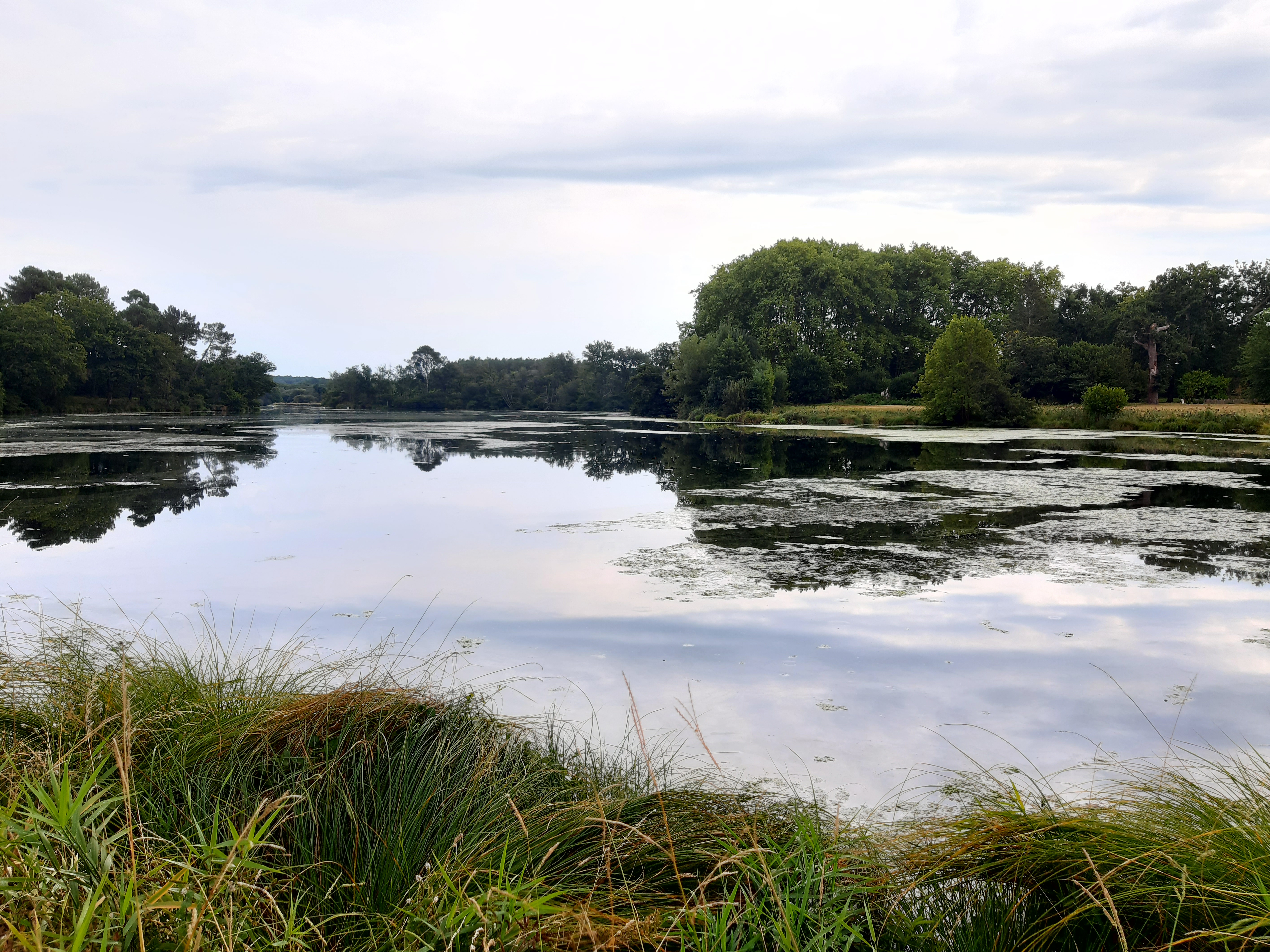
Étang de la forge
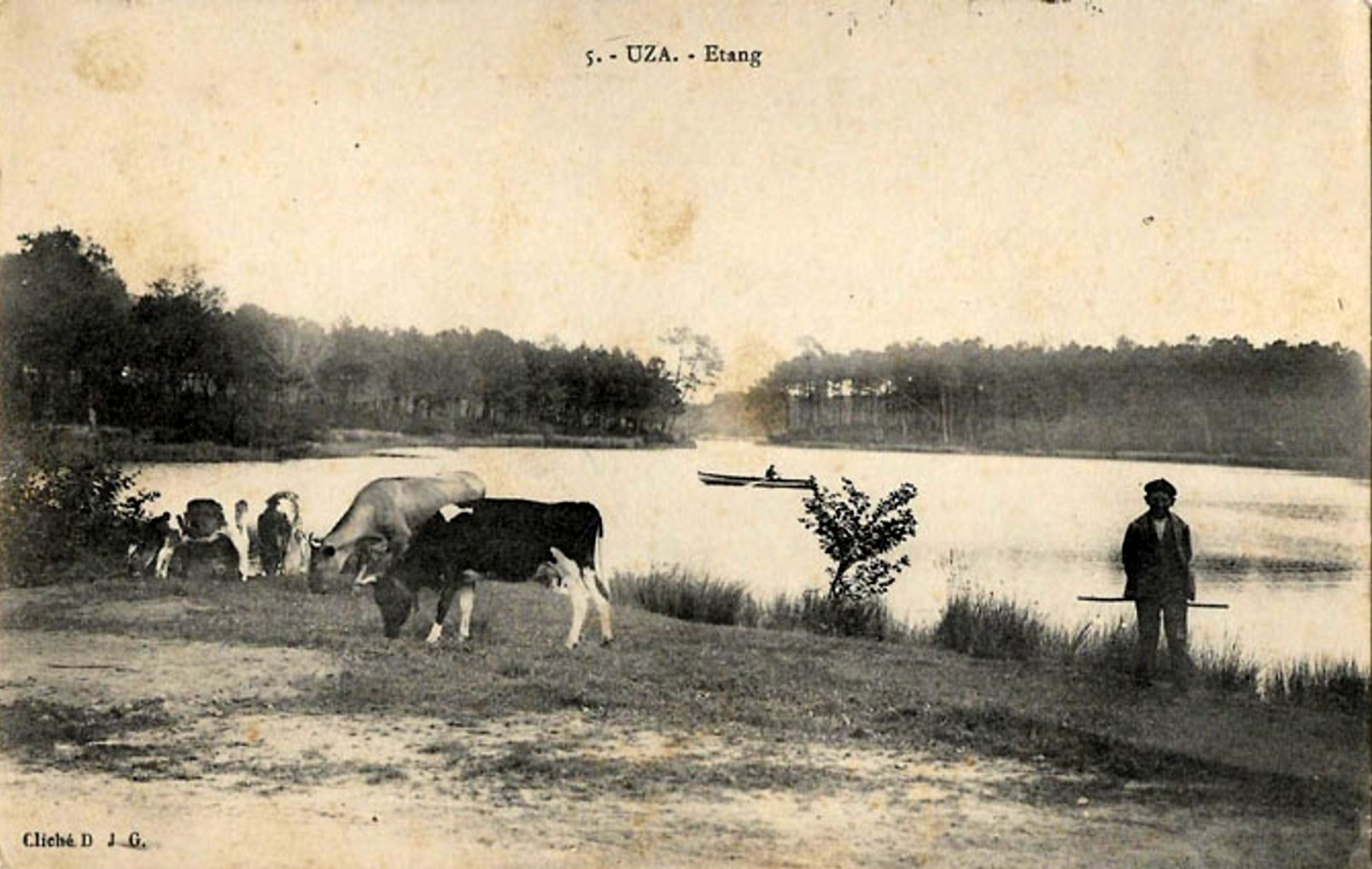
Vue ancienne de l'étang, avec des marines landaises